# Ауисси, Чайма
Чайма Ауисси (18 июня 1997) — алжирская спортсменка, специализирующая на вольной и пляжной борьбе, а также самбо.

## Карьера
3 мая 2013 года в Касабланке стала серебряным призёром чемпионата Африки по самбо. В середине июня 2019 года в Касабланке на чемпионате Африки по самбо завоевала серебряную награду. В середине марта 2024 года на чемпионате Африки по борьбе в Александрии она дошла до финала, в котором уступила нигерийке Одунайо Адекурое, став серебряным призёром. В конце марта 2024 года на африкано-океанском квалификационном турнире по вольной борьбе в той же Александрии ей удалось добыть лицензию на Олимпийские игры в Париж.

## Достижения

### Самбо
- Чемпионат Африки по самбо 2013 — ;
- Чемпионат Африки по самбо 2019 — ;
- Чемпионат арабских стран по борьбе 2024 — ;

### Вольная борьба
- Чемпионат Средиземноморья по борьбе 2018 — ;
- Чемпионат Африки по борьбе 2024 — ;